# Gnomidolon primarium
Gnomidolon primarium är en skalbaggsart som beskrevs av Martins 1967. Gnomidolon primarium ingår i släktet Gnomidolon och familjen långhorningar. Inga underarter finns listade i Catalogue of Life.